# Cúp AFC 2016
AFC Cup 2016 là phiên bản thứ 13 của AFC Cup, giải đấu cấp câu lạc bộ hạng hai châu Á được tổ chức bởi Liên đoàn bóng đá châu Á (AFC).
Al-Quwa Al-Jawiya đánh bại Bengaluru FC trong trận chung kết để giành danh hiệu AFC Cup đầu tiên trong lịch sử, trở thành đội bóng Iraq đầu tiên vô địch giải đấu. Johor Darul Ta'zim là đương kim vô địch, nhưng thất bại trong việc bảo vệ chức vô địch khi thua Bengaluru FC ở bán kết.

## Phân bổ đội của các hiệp hội
Ủy ban thi đấu AFC đã đề xuất thay đổi các giải đấu cấp câu lạc bộ của AFC vào ngày 25 tháng 1 năm 2014, được phê chuẩn bởi Ủy ban điều hành AFC vào ngày 16 tháng 4 năm 2014. 46 hiệp hội thành viên của AFC (ngoại trừ Quần đảo Bắc Mariana) được xếp hạng dựa trên thành tích của đội tuyển quốc gia và câu lạc bộ của họ trong bốn năm qua trong các giải đấu của AFC, với việc phân bổ các vị trí cho các phiên bản 2015 và 2016 của các giải đấu cấp câu lạc bộ châu Á được xác định bởi bảng xếp hạng năm 2014:
- Các hiệp hội được chia làm hai khu vực Tây và Đông Á, với 23 hiệp hội ở mỗi khu vực:
  - Khu vực Tây Á bao gồm các hiệp hội đến từ Tây Á, Trung Á, Nam Á, ngoại trừ Ấn Độ và Maldives.
  - Khu vực Đông Á bao gồm các hiệp hội đến từ ASEAN và Đông Á, cộng thêm Ấn Độ và Maldives.
- Ở mỗi khu vực, có tổng cộng 12 suất vào thẳng vòng bảng, và 4 suất còn lại được quyết định qua vòng loại.
- Tất cả các hiệp hội không có suất vào vòng bảng AFC Champions League đều đủ điều kiện dự AFC Cup.
- Các hiệp hội xếp hạng 7-16 của mỗi khu vực có ít nhất một suất vào vòng bảng (bao gồm đội thua vòng loại AFC Champions League), trong khi các hiệp hội còn lại chỉ có một suất vào vong loại:
  - Các hiệp hội xếp hạng 7-8 có hai suất vào vòng bảng.
  - Các hiệp hội xếp hạng 9-12 có một suất vào vòng bảng và một suất vào vòng loại (ở vòng play-off).
  - Các hiệp hội xếp hạng 13-16 có một suất vào vòng bảng và một suất vào vòng loại (ở vòng sơ loại).
  - Các hiệp hội xếp hạng 17 trở đi có một suất vào vòng loại (ở vòng sơ loại).

Ủy ban thi đấu AFC đã hoàn tất việc phân bổ vị trí cho các phiên bản AFC Cup 2015 và 2016 dựa trên các tiêu chí, bao gồm bảng xếp hạng hiệp hội của AFC và việc thực hiện các quy định cấp phép câu lạc bộ, vào ngày 28 tháng 11 năm 2014.
Bảng sau đây cho thấy phân bổ vị trí cho AFC Cup 2016, được điều chỉnh tương ứng do một số vị trí không được sử dụng.
| Participation for 2016 AFC Cup | Participation for 2016 AFC Cup |
| ------------------------------ | ------------------------------ |
|                                | Participating                  |
|                                | Not participating              |

| Xếp hạng | Xếp hạng | Hiệp hội thành viên | Điểm   | Slots         | Slots     | Slots         | Slots        |
| Xếp hạng | Xếp hạng | Hiệp hội thành viên | Điểm   | Vòng loại ACL | Vòng bảng | Vòng play-off | Vòng sơ loại |
| -------- | -------- | ------------------- | ------ | ------------- | --------- | ------------- | ------------ |
| 6        | 10       | Iraq[A]             | 47.106 | 0             | 2         | 0             | 0            |
| 7        | 11       | Kuwait[B]           | 45.423 | 0             | 0         | 0             | 0            |
| 8        | 12       | Jordan              | 44.309 | 1             | 1         | 0             | 0            |
| 9        | 14       | Oman[C]             | 30.586 | 0             | 2         | 0             | 0            |
| 10       | 16       | Bahrain[D]          | 25.547 | 0             | 1         | 1             | 0            |
| 11       | 17       | Li băng[D]          | 25.043 | 0             | 1         | 1             | 0            |
| 12       | 19       | Syria[D]            | 22.883 | 0             | 1         | 1             | 0            |
| 13       | 25       | Palestine[E]        | 15.911 | 0             | 1         | 1             | 0            |
| 14       | 28       | Tajikistan[E]       | 11.761 | 0             | 1         | 1             | 0            |
| 15       | 29       | Afghanistan[F]      | 11.464 | 0             | 0         | 0             | 0            |
| 16       | 30       | Turkmenistan[E]     | 10.554 | 0             | 1         | 1             | 0            |
| 17       | 32       | Kyrgyzstan[G]       | 8.761  | 0             | 0         | 1             | 1            |
| 18       | 35       | Yemen[H]            | 5.249  | 0             | 0         | 0             | 0            |
| 19       | 36       | Sri Lanka[H]        | 4.071  | 0             | 0         | 0             | 0            |
| 20       | 38       | Nepal[H]            | 3.268  | 0             | 0         | 0             | 0            |
| 21       | 39       | Pakistan            | 2.732  | 0             | 0         | 0             | 1            |
| 22       | 46       | Bhutan              | 0.000  | 0             | 0         | 0             | 1            |
| Tổng     | Tổng     | Tổng                | Tổng   | 1             | 11        | 7             | 3            |
| Tổng     | Tổng     | Tổng                | Tổng   | 22            |           |               |              |

| Xếp hạng | Xếp hạng | Hiệp hội thành viên  | Điểm   | Slots         | Slots     | Slots         | Slots        |
| Xếp hạng | Xếp hạng | Hiệp hội thành viên  | Điểm   | Vòng loại ACL | Vòng bảng | Vòng play-off | Vòng sơ loại |
| -------- | -------- | -------------------- | ------ | ------------- | --------- | ------------- | ------------ |
| 7        | 18       | Indonesia[I]         | 25.004 | 0             | 0         | 0             | 0            |
| 8        | 20       | Hồng Kông            | 20.077 | 1             | 1         | 0             | 0            |
| 9        | 21       | Myanmar[J]           | 18.949 | 1             | 1         | 0             | 0            |
| 10       | 22       | Malaysia[J]          | 18.153 | 1             | 1         | 0             | 0            |
| 11       | 23       | Ấn Độ[J]             | 16.756 | 1             | 1         | 0             | 0            |
| 12       | 24       | Singapore[J]         | 16.097 | 1             | 1         | 0             | 0            |
| 13       | 26       | Maldives[K]          | 15.884 | 0             | 2         | 0             | 0            |
| 14       | 27       | Philippines[K]       | 12.268 | 0             | 2         | 0             | 0            |
| 15       | 31       | Triều Tiên[L]        | 9.000  | 0             | 0         | 0             | 0            |
| 16       | 33       | Lào[M]               | 7.554  | 0             | 1         | 0             | 0            |
| 17       | 34       | Guam[N]              | 5.946  | 0             | 0         | 0             | 0            |
| 18       | 37       | Bangladesh[O]        | 3.643  | 0             | 0         | 0             | 1            |
| 19       | 39       | Đông Timor[N]        | 2.732  | 0             | 0         | 0             | 0            |
| 20       | 41       | Ma Cao               | 2.625  | 0             | 0         | 0             | 1            |
| 21       | 42       | Cam-pu-chia[N]       | 2.464  | 0             | 0         | 0             | 0            |
| 22       | 43       | Đài Bắc Trung Hoa[N] | 2.089  | 0             | 0         | 0             | 0            |
| 23       | 44       | Mông Cổ              | 1.554  | 0             | 0         | 0             | 1            |
| 24       | 45       | Brunei[N]            | 0.804  | 0             | 0         | 0             | 0            |
| Tổng     | Tổng     | Tổng                 | Tổng   | 5             | 10        | 0             | 3            |
| Tổng     | Tổng     | Tổng                 | Tổng   | 18            |           |               |              |

Ghi chú
1. ^ Iraq đã được trao quyền tham dự AFC Cup đặc biệt, vì họ không được phép tham dự AFC Champions League vì không đội nào của họ vượt qua các yêu cầu cấp phép của câu lạc bộ.
2. ^ Kuwait được phân bổ một suất vào vòng loại AFC Champions League và một suất vào vòng bảng, nhưng không được tham dự do hiệp hội bóng đá nước này chịu cấm vận của FIFA.
3. ^ Oman không được phân bổ suất tham dự AFC Champions League vì không đội nào của họ vượt qua các yêu cầu cấp phép của câu lạc bộ, vì vậy đội vô địch giải quốc nội của họ tự động lọt vào vòng bảng AFC Cup. Đại diện thứ hai của họ cũng tự động lọt vào vòng bảng thay vì vòng play-off do các vị trí không được sử dụng.
4. ^ a b c Bahrain, Li Băng và Syria không được phân bổ suất tham dự AFC Champions League vì không đội nào của họ vượt qua các yêu cầu cấp phép của câu lạc bộ, vì vậy đội vô địch giải quốc nội của họ tự động lọt vào vòng bảng AFC Cup.
5. ^ a b c Đại diện thứ hai của Palestine, Tajikistan và Turkmenistan lọt vào vòng play-off thay vì vòng sơ loại do các vị trí không được sử dụng.
6. ^ Afghanistan được phân bổ một suất vào vòng bảng và một suất vào vòng sơ loại, nhưng không cử đội tham dự.
7. ^ Kyrgyzstan ban đầu chỉ có một suất vào vòng sơ loại, nhưng sau đó có thêm một suất vào vòng play-off.
8. ^ Yemen, Sri Lanka và Nepal được phân bổ một suất vào vòng sơ loại, nhưng không cử đội tham dự.
9. ^ Indonesia được phân bổ một suất vào vòng loại AFC Champions League và một suất vào vòng bảng, nhưng không được tham dự do hiệp hội bóng đá nước này chịu cấm vận của FIFA.
10. ^ a b c d Đại diện thứ hai của Myanmar, Malaysia, Ấn Độ và Singapore tự động lọt vào vòng bảng thay vì vòng play-off do các vị trí không được sử dụng.
11. ^ a b Đại diện thứ hai của Maldives và Philippines tự động lọt vào vòng bảng thay vì vòng sơ loại do các vị trí không được sử dụng.
12. ^ Triều Tiên được phân bổ một suất vào vòng bảng và một suất vào vòng sơ loại, nhưng không cử đội tham dự.
13. ^ Lào được phân bổ một suất vào vòng bảng và một suất vào vòng sơ loại, nhưng chỉ cử một đội tham dự vì Lao Toyota FC là đội bóng duy nhất của Lào đủ điều kiện tham dự AFC Cup.
14. ^ Guam, Đông Timor, Cam-pu-chia, Đài Bắc Trung Hoa và Brunei được phân bổ một suất vào vòng sơ loại, nhưng không cử đội tham dự.
15. ^ Bangladesh ban đầu ở khu vực Tây Á, nhưng được chuyển sang khu vực Đông Á do thiếu đội ở khu vực Đông Á.

## Các đội tham dự
Có 40 đội từ 23 hiệp hội tham dự giải đấu.
Chú thích:
- TH: Đương kim vô địch
- 1st, 2nd, 3rd,...: Vị trí tại giải quốc nội
- CW: Đội vô địch cúp quốc gia
- PW: Đội thắng play-off dự AFC Cup cuối mùa
- ACL PR1: Đội thua vòng sơ loại 1 AFC Champions League
- ACL PR2: Đội thua vòng sơ loại 2 AFC Champions League
- ACL PO: Đội thua vòng play-off AFC Champions League

| Tây Á                               | Tây Á                      | Tây Á                                    | Tây Á               |
| ----------------------------------- | -------------------------- | ---------------------------------------- | ------------------- |
| Naft Al-Wasat (1st)                 | Al-Oruba (1st, CW)         | Al-Jaish (1st)                           |                     |
| Al-Quwa Al-Jawiya (2nd)             | Fanja (2nd)                | Shabab Al-Dhahiriya (1st)                |                     |
| Al-Wehdat (1st, ACL PO)             | Al-Muharraq (1st)          | Istiklol (1st, CW)                       |                     |
| Al-Faisaly (CW)                     | Al-Ahed (1st)              | Altyn Asyr (1st, CW)                     |                     |
| Đông Á                              |                            |                                          |                     |
| Johor Darul Ta'zimTH (1st, ACL PR2) | Ayeyawady United (CW)      | Tampines Rovers (2nd, ACL PR1)[Note SIN] | Ceres (1st)         |
| Kiệt Chí (1st, ACL PR2)             | Selangor (2nd) [Note MAS]  | Balestier Khalsa (4th) [Note SIN]        | Kaya (CW)           |
| Nam Hoa (PW)                        | Mohun Bagan (1st, ACL PR2) | New Radiant (1st)                        | Lao Toyota FC (1st) |
| Yangon United (1st, ACL PR2)        | Bengaluru FC (CW)          | Maziya (CW)                              |                     |

| Tây Á        | Tây Á                | Tây Á         | Tây Á          |
| ------------ | -------------------- | ------------- | -------------- |
| Al-Hidd (CW) | Al-Wahda (CW)        | Khujand (2nd) | Alay Osh (1st) |
| Tripoli (CW) | Ahli Al-Khaleel (CW) | Balkan (2nd)  |                |

| Alga (3rd)                   | K-Electric (1st)       | Khoromkhon (1st)  |  |
| Sheikh Jamal Dhanmondi (1st) | Benfica de Macau (1st) | Druk United (1st) |  |

Ghi chú
1. ^ Malaysia (MAS): LionsXII, đội vô địch Malaysia FA Cup 2015, được quản lý bởi Hiệp hội bóng đá Singapore, do đó không thể đại diện Malaysia tham dự các giải đấu của AFC, suất của họ được đưa cho Selangor, đội á quân Malaysia Super League 2015.
2. ^ Singapore (SIN): Brunei DPMM, đội vô địch S.League 2015, là đội bóng đến từ Brunei, do đó không thể đại diện cho Singapore tham dự các giải đấu của AFC, vị trí của họ được thay thế bởi Tampines Rovers, đội á quân của giải. Ngoài ra, Albirex Niigata Singapore, đội vô địch Singapore Cup 2015 và hạng 3 của giải, là đội bóng vệ tinh của câu lạc bộ Nhật Bản Albirex Niigata, do đó không thể đại diện cho Singapore tham dự các giải đấu của AFC, vị trí của họ được thay thế bởi Balestier Khalsa, đội hạng 4 của giải.

## Vòng sơ loại
Lễ bốc thăm vòng sơ loại diễn ra vào ngày 29 tháng 6 năm 2015 tại Kuala Lumpur, Malaysia. Sáu đội được xếp vào hai bảng, mỗi bảng ba đội.

Ở vòng sơ loại, các đội mỗi bảng chơi theo thể thức vòng tròn một lượt. Đội nhất bảng lọt vào vòng play-off hoặc vòng bảng (tùy thuộc vào số lượng đội trong mỗi khu vực và vị trí địa lý).

### Bảng A
- Các trận đấu diễn ra ở Bhutan.
- Thời gian thuộc UTC+6.

| VT | Đội             | ST | T | H | B | BT | BB | HS | Đ | Giành quyền tham dự |     | KEL | DRU | KHO |
| -- | --------------- | -- | - | - | - | -- | -- | -- | - | ------------------- | --- | --- | --- | --- |
| 1  | K-Electric      | 2  | 1 | 1 | 0 | 4  | 3  | +1 | 4 | Vòng play-off       |     | —   | 3–3 | —   |
| 2  | Druk United (H) | 2  | 0 | 2 | 0 | 3  | 3  | 0  | 2 |                     |     | —   | —   | 0–0 |
| 3  | Khoromkhon      | 2  | 0 | 1 | 1 | 0  | 1  | −1 | 1 |                     | 0–1 | —   | —   |     |

### Bảng B
- Các trận đấu diễn ra ở Kyrgyzstan.
- Thời gian thuộc UTC+6.

| VT | Đội                    | ST | T | H | B | BT | BB | HS | Đ | Giành quyền tham dự |   | SJD | ALG | BEN |
| -- | ---------------------- | -- | - | - | - | -- | -- | -- | - | ------------------- | - | --- | --- | --- |
| 1  | Sheikh Jamal Dhanmondi | 2  | 1 | 1 | 0 | 5  | 2  | +3 | 4 | Vòng bảng           |   | —   | —   | 4–1 |
| 2  | Alga (H)               | 2  | 1 | 1 | 0 | 3  | 1  | +2 | 4 |                     |   | 1–1 | —   | —   |
| 3  | Benfica de Macau       | 2  | 0 | 0 | 2 | 1  | 6  | −5 | 0 |                     | — | 0–2 | —   |     |

1. ↑  Sheikh Jamal Dhanmondi lọt vào vòng bảng vì thiếu đội ở khu vực Đông Á.

## Vòng play-off
Ở vòng play-off, các cặp đấu diễn ra theo thể thức một lượt. Hiệp phụ và loạt sút luân lưu được sử dụng để xác định đội thắng nếu cần thiết (Quy định Điều 10.2). Bốn đội thắng vòng play-off lọt vào vòng bảng cùng với 28 đội được vào thẳng.

Các cặp đấu vòng play-off được quyết định bởi AFC dựa theo bảng xếp hạng hiệp hội của mỗi đội, với đội của hiệp hội xếp hạng cao hơn là đội chủ nhà.

| Đội 1           | Tỉ số                | Đội 2      |
| Tây Á           | Tây Á                | Tây Á      |
| --------------- | -------------------- | ---------- |
| Al-Hidd         | 2–0                  | K-Electric |
| Tripoli         | 0–0 (s.h.p.) (7–6 p) | Alay Osh   |
| Al-Wahda        | 2–0                  | Balkan     |
| Ahli Al-Khaleel | 1–0                  | Khujand    |

## Vòng bảng
Lễ bốc thăm vòng bảng diễn ra vào ngày 10 tháng 12 năm 2015 lúc 15:00 MYT (UTC+8), ở Khách sạn Petaling Jaya Hilton tại Kuala Lumpur, Malaysia. 32 đội được xếp vào tám bảng, mỗi bảng bốn đội. Các đội cùng hiệp hội không được xếp vào cùng một bảng.

### Bảng A
| VT | Đội        | ST | T | H | B | BT | BB | HS | Đ  | Giành quyền tham dự |     | AHE | WEH | HID | ALT |
| -- | ---------- | -- | - | - | - | -- | -- | -- | -- | ------------------- | --- | --- | --- | --- | --- |
| 1  | Al-Ahed    | 6  | 4 | 0 | 2 | 14 | 9  | +5 | 12 | Vòng loại trực tiếp |     | —   | 3–2 | 1–0 | 3–0 |
| 2  | Al-Wehdat  | 6  | 2 | 2 | 2 | 10 | 12 | −2 | 8  | Vòng loại trực tiếp |     | 3–2 | —   | 2–0 | 1–1 |
| 3  | Al-Hidd    | 6  | 2 | 1 | 3 | 11 | 12 | −1 | 7  |                     |     | 2–5 | 6–2 | —   | 1–1 |
| 4  | Altyn Asyr | 6  | 1 | 3 | 2 | 5  | 7  | −2 | 6  |                     | 2–0 | 0–0 | 1–2 | —   |     |

### Bảng B
| VT | Đội           | ST | T | H | B | BT | BB | HS | Đ  | Giành quyền tham dự |     | NAF | FAI | TRI | IST |
| -- | ------------- | -- | - | - | - | -- | -- | -- | -- | ------------------- | --- | --- | --- | --- | --- |
| 1  | Naft Al-Wasat | 6  | 5 | 0 | 1 | 9  | 3  | +6 | 15 | Vòng loại trực tiếp |     | —   | 1–0 | 1–0 | 2–0 |
| 2  | Al-Faisaly    | 6  | 3 | 2 | 1 | 10 | 6  | +4 | 11 | Vòng loại trực tiếp |     | 2–1 | —   | 3–1 | 4–2 |
| 3  | Tripoli       | 6  | 2 | 1 | 3 | 8  | 10 | −2 | 7  |                     |     | 1–3 | 1–1 | —   | 2–1 |
| 4  | Istiklol      | 6  | 0 | 1 | 5 | 4  | 12 | −8 | 1  |                     | 0–1 | 0–0 | 1–3 | —   |     |

### Bảng C
| VT | Đội                 | ST | T | H | B | BT | BB | HS | Đ  | Giành quyền tham dự |     | QUW | WAH | DHA | ORU |
| -- | ------------------- | -- | - | - | - | -- | -- | -- | -- | ------------------- | --- | --- | --- | --- | --- |
| 1  | Al-Quwa Al-Jawiya   | 6  | 5 | 0 | 1 | 15 | 7  | +8 | 15 | Vòng loại trực tiếp |     | —   | 1–0 | 4–1 | 2–1 |
| 2  | Al-Wahda            | 6  | 3 | 0 | 3 | 11 | 9  | +2 | 9  | Vòng loại trực tiếp |     | 5–2 | —   | 0–3 | 2–1 |
| 3  | Shabab Al-Dhahiriya | 6  | 2 | 1 | 3 | 7  | 10 | −3 | 7  |                     |     | 0–2 | 0–3 | —   | 2–0 |
| 4  | Al-Oruba            | 6  | 1 | 1 | 4 | 5  | 12 | −7 | 4  |                     | 0–4 | 2–1 | 1–1 | —   |     |

1. ↑  Trận đấu giữa Al-Wahda và Shabab Al-Dhahiriya ở ngày thi đấu 2/6 (9 tháng 3 năm 2016) không diễn ra như dự kiến. Ủy ban kỷ luật AFC xử Al-Wahda thắng 3-0 vào ngày 28 tháng 4 năm 2016, vì họ nhận thấy Shabab Al-Dhahiriya là bên liên quan vì đã hủy bỏ trận đấu.[13][14] Quyết định đã được đảo ngược và Shabab Al-Dhahiriya được xử thắng 3-0 vào ngày 24 tháng 6 năm 2016, vì Al-Wahda là bên liên quan vì đã hủy bỏ trận đấu.[15][16]
2. ↑  Trận đấu giữa Shabab Al-Dhahiriya và Al-Wahda ở ngày thi đấu 6/6 (11 tháng 5 năm 2016) đã không diễn ra như dự kiến. Ủy ban kỷ luật AFC xử Al-Wahda thắng 3-0 vào ngày 13 tháng 5 năm 2016, vì họ nhận thấy Shabab Al-Dhahiriya là bên liên quan vì đã hủy bỏ trận đấu.[17][18]

### Bảng D
| VT | Đội             | ST | T | H | B | BT | BB | HS | Đ  | Giành quyền tham dự |     | MHQ | JAI | KHA | FAN |
| -- | --------------- | -- | - | - | - | -- | -- | -- | -- | ------------------- | --- | --- | --- | --- | --- |
| 1  | Al-Muharraq     | 6  | 5 | 1 | 0 | 9  | 3  | +6 | 16 | Vòng loại trực tiếp |     | —   | 1–0 | 2–1 | 1–0 |
| 2  | Al-Jaish        | 6  | 3 | 1 | 2 | 5  | 3  | +2 | 10 | Vòng loại trực tiếp |     | 0–2 | —   | 1–0 | 1–0 |
| 3  | Ahli Al-Khaleel | 6  | 1 | 2 | 3 | 7  | 11 | −4 | 5  |                     |     | 1–1 | 0–3 | —   | 2–1 |
| 4  | Fanja           | 6  | 0 | 2 | 4 | 5  | 9  | −4 | 2  |                     | 1–2 | 0–0 | 3–3 | —   |     |

1. ↑  Trận đấu giữa Ahli Al-Khaleel và Al-Jaish ở ngày thi đấu 2/6 (9 tháng 3 năm 2016) được lùi đến ngày 3 hoặc 4 tháng 5 năm 2016, nhưng đã không diễn ra như dự kiến. Ủy ban kỷ luật AFC xử Al-Jaish thắng 3-0 vào ngày 13 tháng 5 năm 2016, vì họ thấy Ahli Al-Khaleel là bên liên quan vì đã hủy bỏ trận đấu.[17][18]

### Bảng E
| VT | Đội                    | ST | T | H | B | BT | BB | HS  | Đ  | Giành quyền tham dự |     | CER | TAM | SEL | SJD |
| -- | ---------------------- | -- | - | - | - | -- | -- | --- | -- | ------------------- | --- | --- | --- | --- | --- |
| 1  | Ceres                  | 6  | 3 | 3 | 0 | 12 | 4  | +8  | 12 | Vòng loại trực tiếp |     | —   | 2–1 | 2–2 | 5–0 |
| 2  | Tampines Rovers        | 6  | 3 | 1 | 2 | 10 | 6  | +4  | 10 | Vòng loại trực tiếp |     | 1–1 | —   | 1–0 | 4–0 |
| 3  | Selangor               | 6  | 2 | 2 | 2 | 8  | 8  | 0   | 8  |                     |     | 0–0 | 0–1 | —   | 2–1 |
| 4  | Sheikh Jamal Dhanmondi | 6  | 1 | 0 | 5 | 7  | 19 | −12 | 3  |                     | 0–2 | 3–2 | 3–4 | —   |     |

### Bảng F
| VT | Đội              | ST | T | H | B | BT | BB | HS | Đ  | Giành quyền tham dự |     | KIT | KAY | BAL | NRA |
| -- | ---------------- | -- | - | - | - | -- | -- | -- | -- | ------------------- | --- | --- | --- | --- | --- |
| 1  | Kiệt Chí         | 6  | 4 | 1 | 1 | 8  | 1  | +7 | 13 | Vòng loại trực tiếp |     | —   | 1–0 | 4–0 | 0–0 |
| 2  | Kaya             | 6  | 3 | 1 | 2 | 5  | 2  | +3 | 10 | Vòng loại trực tiếp |     | 0–1 | —   | 1–0 | 1–0 |
| 3  | Balestier Khalsa | 6  | 2 | 1 | 3 | 6  | 10 | −4 | 7  |                     |     | 1–0 | 0–3 | —   | 3–0 |
| 4  | New Radiant      | 6  | 0 | 3 | 3 | 2  | 8  | −6 | 3  |                     | 0–2 | 0–0 | 2–2 | —   |     |

### Bảng G
| VT | Đội           | ST | T | H | B | BT | BB | HS | Đ  | Giành quyền tham dự |     | MOH | SCA | YAN | MAZ |
| -- | ------------- | -- | - | - | - | -- | -- | -- | -- | ------------------- | --- | --- | --- | --- | --- |
| 1  | Mohun Bagan   | 6  | 3 | 2 | 1 | 14 | 9  | +5 | 11 | Vòng loại trực tiếp |     | —   | 0–3 | 3–2 | 5–2 |
| 2  | Nam Hoa       | 6  | 3 | 0 | 3 | 9  | 9  | 0  | 9  | Vòng loại trực tiếp |     | 0–4 | —   | 2–1 | 2–0 |
| 3  | Yangon United | 6  | 2 | 2 | 2 | 10 | 10 | 0  | 8  |                     |     | 1–1 | 2–1 | —   | 3–2 |
| 4  | Maziya        | 6  | 1 | 2 | 3 | 8  | 13 | −5 | 5  |                     | 1–1 | 2–1 | 1–1 | —   |     |

### Bảng H
| VT | Đội                | ST | T | H | B | BT | BB | HS  | Đ  | Giành quyền tham dự |     | JDT | BFC | AYE | LAO |
| -- | ------------------ | -- | - | - | - | -- | -- | --- | -- | ------------------- | --- | --- | --- | --- | --- |
| 1  | Johor Darul Ta'zim | 6  | 6 | 0 | 0 | 21 | 3  | +18 | 18 | Vòng loại trực tiếp |     | —   | 3–0 | 8–1 | 3–0 |
| 2  | Bengaluru FC       | 6  | 3 | 0 | 3 | 9  | 10 | −1  | 9  | Vòng loại trực tiếp |     | 0–1 | —   | 5–3 | 2–1 |
| 3  | Ayeyawady United   | 6  | 2 | 0 | 4 | 12 | 20 | −8  | 6  |                     |     | 1–2 | 0–1 | —   | 4–2 |
| 4  | Lao Toyota FC      | 6  | 1 | 0 | 5 | 8  | 17 | −9  | 3  |                     | 1–4 | 2–1 | 2–3 | —   |     |

## Vòng loại trực tiếp

### Vòng 16 đội
Ở vòng 16 đội, đội nhất bảng này đấu với đội nhì bảng khác trong cùng khu vực, các trận được tổ chức trên sân của đội nhất bảng.
| Đội 1              | Tỉ số        | Đội 2           |
| Tây Á              | Tây Á        | Tây Á           |
| ------------------ | ------------ | --------------- |
| Al-Ahed            | 4–0          | Al-Wahda        |
| Al-Quwa Al-Jawiya  | 2–1          | Al-Wehdat       |
| Naft Al-Wasat      | 0–1          | Al-Jaish        |
| Al-Muharraq        | 1–0          | Al-Faisaly      |
| Đông Á             |              |                 |
| Ceres              | 0–1 (s.h.p.) | Nam Hoa         |
| Mohun Bagan        | 1–2 (s.h.p.) | Tampines Rovers |
| Kiệt Chí           | 2–3          | Bengaluru FC    |
| Johor Darul Ta'zim | 7–2          | Kaya            |

### Tứ kết
ở vòng tứ kết, bốn đội ở khu vực Tây Á được xếp vào hai cặp đấu, và bốn đội ở khu vực Đông Á được xếp vào hai cặp đấu khác, với thứ tự được quyết định bởi bốc thăm.
Lễ bốc thăm vòng tứ kết diễn ra vào ngày 9 tháng 6 năm 2016, vào 15:00 MYT (UTC+8), tại Khách sạn Petaling Jaya Hilton tại Kuala Lumpur, Malaysia. Không có đội hạt giống, nên các đội cùng hiệp hội có thể được xếp cặp đối đầu nhau.
| Đội 1             | TTS   | Đội 2              | Lượt đi | Lượt về |
| Tây Á             | Tây Á | Tây Á              | Tây Á   | Tây Á   |
| ----------------- | ----- | ------------------ | ------- | ------- |
| Al-Quwa Al-Jawiya | 5–1   | Al-Jaish           | 1–1     | 4–0     |
| Al-Ahed           | 3–0   | Al-Muharraq        | 1–0     | 2–0     |
| Đông Á            |       |                    |         |         |
| Nam Hoa           | 2–3   | Johor Darul Ta'zim | 1–1     | 1–2     |
| Bengaluru FC      | 1–0   | Tampines Rovers    | 1–0     | 0–0     |

### Bán kết
Ở vòng bán kết, hai đội thắng vòng tứ kết khu vực Tây Á đối đầu với nhau, và hai đội thắng vòng tứ kết khu vực Đông Á đối đầu với nhau, Với thứ tự thi đấu được xác định bởi bốc thăm.
| Đội 1              | TTS   | Đội 2        | Lượt đi | Lượt về |
| Tây Á              | Tây Á | Tây Á        | Tây Á   | Tây Á   |
| ------------------ | ----- | ------------ | ------- | ------- |
| Al-Quwa Al-Jawiya  | 4–3   | Al-Ahed      | 1–1     | 3–2     |
| Đông Á             |       |              |         |         |
| Johor Darul Ta'zim | 2–4   | Bengaluru FC | 1–1     | 1–3     |

### Chung kết
Ở trận chung kết, hai đội thắng bán kết đối đầu với nhau, với đội chủ nhà được xác định bởi lễ bốc thăm, diễn ra sau lễ bốc thăm vòng tứ kết.
| Al-Quwa Al-Jawiya | 1–0      | Bengaluru FC |
| ----------------- | -------- | ------------ |
| Ahmad 70'         | Chi tiết |              |

Ghi chú
1. ^ Các đội bóng Iraq không được chơi các trận đấu sân nhà trong nước vì lí do an ninh.

## Giải thưởng
| Giải thưởng                | Cầu thủ       | Câu lạc bộ        |
| -------------------------- | ------------- | ----------------- |
| Cầu thủ xuất sắc nhất giải | Hammadi Ahmad | Al-Quwa Al-Jawiya |
| Vua phá lưới               | Hammadi Ahmad | Al-Quwa Al-Jawiya |
| Đội đoạt giải phong cách   | —             | Bengaluru FC      |

## Các cầu thủ ghi bàn hàng đầu
| Xếp hạng | Cầu thủ             | Câu lạc bộ         | MD1 | MD2 | MD3 | MD4 | MD5 | MD6 | R16 | QF1 | QF2 | SF1 | SF2 | F | Tổng |
| -------- | ------------------- | ------------------ | --- | --- | --- | --- | --- | --- | --- | --- | --- | --- | --- | - | ---- |
| 1        | Hammadi Ahmad       | Al-Quwa Al-Jawiya  | 2   | 1   | 2   | 1   | 2   | 3   | 1   | 1   | 1   |     | 1   | 1 | 16   |
| 2        | Adrián Gallardo     | Ceres              | 1   | 2   | 1   | 1   |     | 3   |     |     |     |     |     |   | 8    |
| 2        | Mohd Safiq Rahim    | Johor Darul Ta'zim | 3   | 1   | 2   |     |     | 1   |     |     |     |     | 1   |   | 8    |
| 4        | Christopher Chizoba | Ayeyawady United   |     | 3   |     | 2   |     | 1   |     |     |     |     |     |   | 6    |
| 4        | Jorge Pereyra Díaz  | Johor Darul Ta'zim | 1   |     |     | 1   |     |     | 1   | 1   | 1   | 1   |     |   | 6    |
| 4        | Mouhamadou Dramé    | Al-Ahed            |     | 1   | 2   | 1   |     |     | 2   |     |     |     |     |   | 6    |
| 4        | Jeje Lalpekhlua     | Mohun Bagan        | 2   | 1   | 2   |     | 1   |     |     |     |     |     |     |   | 6    |
| 4        | Juan Martín Lucero  | Johor Darul Ta'zim | 2   |     |     |     |     |     | 3   |     | 1   |     |     |   | 6    |
| 4        | Raja Rafe           | Al-Wahda           | 1   |     | 4   |     | 1   |     |     |     |     |     |     |   | 6    |
| 4        | Rufino              | Kiệt Chí           | 1   |     |     | 2   |     | 2   | 1   |     |     |     |     |   | 6    |

Ghi chú: Bàn thắng ghi được ở vòng loại không được tính.
Nguồn: the-AFC.com